# أيزاياه ليفلور
أيزاياه ليفلور (بالإنجليزية: Isaiah LeFlore)‏ هو لاعب كرة قدم أمريكي، ولد في 11 ديسمبر 2002 في مينيابوليس في الولايات المتحدة.

## وصلات خارجية
- أيزاياه ليفلور على موقع الدوري الأمريكي (الإنجليزية)
- أيزاياه ليفلور على موقع قاعدة بيانات كرة القدم.إي يو (الإنجليزية)
- أيزاياه ليفلور على موقع Soccerway.com (الإنجليزية)